# Pteralopex pulchra
Pteralopex pulchra é uma espécie de morcego da família Pteropodidae. Endêmica das Ilhas Salomão, é restrita a ilha de Guadalcanal.